# Silentbloc

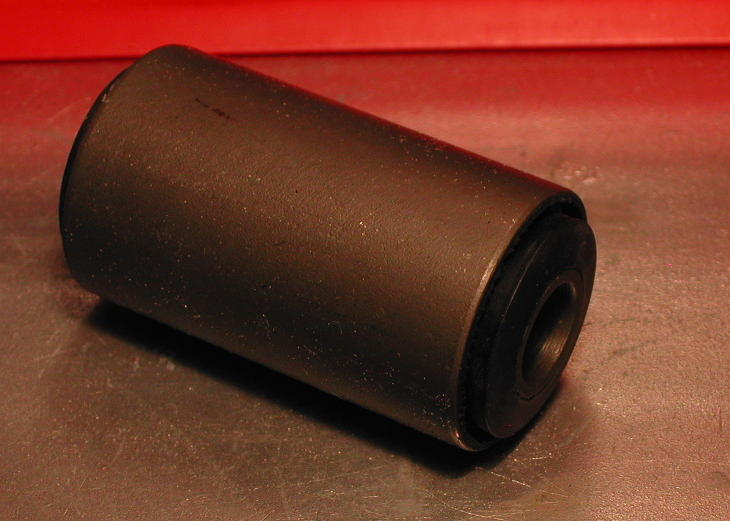
Un silentbloc, ou articulation élastique, de Fiat 500 R.

Un silentbloc est un élément anti-vibratoire qui assure une liaison mécanique élastique entre 2 éléments. Cette pièce anti-vibratoire est aussi employée comme pieds de matériels pour assurer la liaison au sol de machines générant des vibrations. Un silentbloc est constitué d'un matériau souple permettant d'absorber les chocs et vibrations afin de limiter leur transmission. Il remplit le rôle d'un amortisseur et permet de réduire les nuisances sonores et les sources de fatigues mécaniques afin d'améliorer la longévité des matériels. 
Silentbloc est à l'origine le nom d'une marque industrielle déposée par la société française Paulstra désignant une articulation élastique. Le terme est passé dans le langage courant est s'est peu à peu étendu à d'autres produits de la gamme anti-vibratoires proposés par la marque, tels les supports anti-vibratoires. Les orthographes pour sa dénomination sont souvent déformés, comme « silent-bloc », « silent block », « silence-bloc », ou « cylindre bloc » par attraction phonétique. 
L'articulation élastique, parfois nommée suspension ou transmission élastique, peut remplacer avantageusement une articulation mécanique entre 2 arbres présentant des oscillations mécaniques ou des rotations limitées; elle est généralement utilisée en compression et est composée de 2 armatures cylindriques emprisonnant l'élastomère en sandwich. Les supports anti-vibratoires sont quant à eux, des plots destinés à la liaison entre des parties fixes d'une machine ou bien des pieds de liaison au sol pour isoler une machine générant des vibrations. Les plots anti-vibratoires à base de ressorts sont aussi désignés, peut-être abusivement, du terme silentbloc.

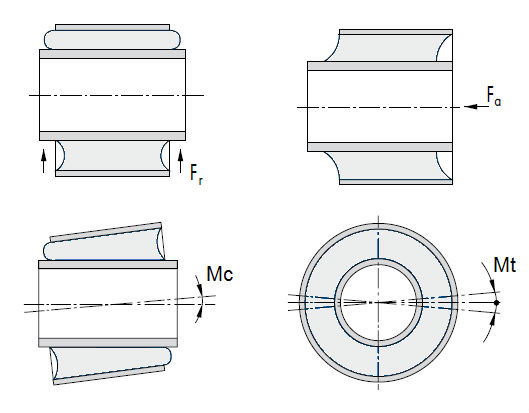
Articulation élastique; silentbloc

Le matériau souple constituant un silenbloc est le plus souvent un élastomère (caoutchouc), ou d'autres matériaux répondant à des critères d'élasticité et d'amortissement des impulsions qu'ils reçoivent.
Les usages des silentblocs sont multiples sur toutes les machines tournantes. Dans une voiture, des articulations élastiques assurent la jonction entre le châssis et les triangles de suspension; elles atténuent et adoucissent les chocs transmis de la carrosserie à l'intérieur de la voiture. Les moteurs des véhicules sont fixés au châssis du véhicule par l'intermédiaire de supports anti-vibratoires, servant à insonoriser le fonctionnement d'un moteur en l'isolant de l'armature métallique qui le maintient ; ou encore à fixer une ligne d'échappement, pour absorber les vibrations sur cette dernière. Les cabines de nombreux engins de chantier sont montées sur des silentblocs afin d'isoler les conducteurs des nuisances des vibrations. Les climatiseurs, compresseurs, machines-outil ou autres groupes électrogènes, ou bien encore les ascenseurs, utilisent des supports anti-vibratoires.